# Орхідологія
Орхідологія — розділ ботаніки, що вивчає зозулинцеві (орхідеї). Він охоплює всі аспекти життя зозулинцевих — систематику, таксономію, морфологію, еволюцію, розмноження, догляд та боротьбу з хворобами.
Зародження орхідології, як науки, прийнято датувати 370-285 роками до н. е., коли грецький філософ Теофраст у праці «Дослідження рослин» описав групу рослин, які назвав орхідеями. Він дав цим рослинам ім'я «орхіс» (лат. orchis), що означає «яєчка», за схожістю парних потовщених кореневих бульб на сім'яники тварин, які є в європейського зозулинця. Згодом так назвали всю родину рослин.
Англійський ботанік Джон Ліндлі вважається «батьком сучасної орхідології». Українська науковиця Тетяна Черевченко була провідною фахівчинею у Європі в орхідології.